# Mischocyttarus adjectus
Mischocyttarus adjectus är en getingart som beskrevs av Zikan 1935. Mischocyttarus adjectus ingår i släktet Mischocyttarus och familjen getingar. Inga underarter finns listade i Catalogue of Life.